# Струве, Людвиг Оттович
Людвиг Оттович (Оттонович) Струве (нем. Gustav Wilhelm Ludwig Struve; 20 октября [1 ноября] 1858—4 ноября 1920) — русский астроном, заслуженный профессор Харьковского университета и директор Харьковской обсерватории.
Известен определением точных координат звёзд, измерением скорости вращения Галактики и изучением покрытий звёзд Луной. Представитель научной династии Струве, сын Отто Васильевича Струве и отец Отто Людвиговича Струве.

## Биография
Родился 20 октября (1 ноября) 1858 года в Царском Селе, в семье известного астронома Отто Васильевича Струве и его первой жены Эмилии Дирссен. В это время Отто Струве был сотрудником Пулковской обсерватории (в 1862 году он стал её директором), поэтому детство Людвига прошло в Пулково, среди исследователей-астрономов. Кроме Людвига в семье было ещё три сына и три дочери.
По семейной традиции, в 1876—1880 годах обучался в Дерптском университете, на физико-математическом факультете. Окончил университет кандидатом и в течение трёх лет работал сверхштатным астрономом в Пулковской обсерватории, под руководством своего отца. В 1883 году защитил магистерскую диссертацию «Сравнение результатов наблюдений Проциона и соседних с ним звёзд, наблюдавшихся в Пулково» и на три года отправился в заграничную командировку, во время которой готовился к получению профессорского звания в университетах и обсерваториях Бонна, Лейпцига, Парижа и Милана. В 1885—1886 годах вновь работал в Пулково.
С 14 марта 1886 года занял должность астронома-наблюдателя в университетской обсерватории в Дерпте. В 1887 году по итогам своих наблюдений защитил диссертацию по теме «Новые определения констант прецессии и движения Солнечной Системы» и получил степень доктора астрономии.
Спустя семь лет, в 1894 году его пригласили стать экстраординарным профессором физико-математического факультета Харьковского университета. В 1898 году, он стал ординарным профессором, а также сменил на посту директора Харьковской обсерватории Г. В. Левицкого.
В должности профессора Струве преподавал общую, сферическую и теоретическую астрономию, небесную механику, высшую геодезию и математику, причём по воспоминаниям современников лекции отличались педантичностью и строгостью, однако сложностью, затрудняющей восприятие материала. Помимо этого, он проводил студенческую практику на базе университетской обсерватории, вёл астрономический кружок, руководил мастерской точной механики, созданной по его инициативе, и лично занимался конструированием астрономических приборов. В этот же период он вместе с супругой Елизаветой Христофоровной вёл активную общественную деятельность.
С 1 января 1908 года состоял в чине действительного статского советника. Получил звание заслуженного профессора.
В 1912 году был избран деканом физико-математического факультета. Продолжал интенсивную педагогическую и исследовательскую работу, одновременно развивая Харьковскую обсерваторию, улучшая её материальную базу и участвуя в экспедициях. В это время начал научную карьеру его сын Отто; продолжая династию, он также стал астрономом.
После начала Первой мировой войны в 1914 году отношение к немцам в Харькове значительно ухудшилось. Вышли запреты на использование немецкого языка в общественных местах, в домах представителей немецкой общины начались обыски. Тем не менее, супруги Струве продолжали благотворительную и организационную деятельность (ещё в 1908 году Елизавета Христофоровна Струве организовала в Харькове «Немецкое дамское общество», просуществовавшее до октября 1914 года). В 1915 году Русское астрономическое общество отметило медалью им. С. П. Глазенапа работу Струве «Обработка наблюдений покрытий звезд Луною во время полных лунных затмений», благодаря которой удалось с большей точностью определить контур и вычислить средний радиус Луны.
1 марта 1917 года руководство обсерваторией принял на себя ученик Людвига Струве профессор Н. Н. Евдокимов. Должность декана физико-математического факультета Людвиг Струве сохранил и продолжил заведовать кафедрой астрономии и геодезии.
В 1919 году в Харьков вошли отряды Добровольческой армии, куда офицером-артиллеристом записался Отто Струве. После провала деникинского наступления на Москву Людвиг Струве с семьёй в октябре 1919 году переехал в Крым, оставив большую часть своей библиотеки и архива писем.
В Симферополе Людвигу Струве предложили возглавить кафедру астрономии в Таврическом университете. В отсутствие материальной базы для практических занятий и учебной литературы — для теоретических, Людвиг Струве преподавал астрономию и математику, восстанавливая лекции по памяти.
В 1920 году погибли двое младших детей Людвига Струве. В августе того же года Людвиг и Отто Струве открыли новую звезду в созвездии Лебедя. Спустя три месяца, 4 ноября, Людвиг Струве умер в зале заседаний Таврического университета, на открытии Съезда Таврической научной ассоциации, от кровоизлияния в мозг. В «Некрологе» профессор В. Х. Даватц написал: 

… Смерть его — лишняя страница в мартирологе русских ученых. Пусть же новые поколения встретят жизнь в иных условиях, когда имя ученого будет окружено почётом и уважением. Мы верим, что наступит это время.

### Личность
По воспоминаниям учеников, лекции Людвига Струве отличались строгостью изложения и сложностью для восприятия. По их свидетельствам, после лекций по астрономии, прочитанных Струве, в одной из аудиторий долгое время сохранялась надпись: «Кто слушал профессора Л. О. Струве, имя того передастся памяти потомства для достойной оценки его подвига». Тем не менее именно при Людвиге Оттовиче Харьковский университет выпустил плеяду астрономов, ставших в будущем известными учёными: Н. П. Барабашова, Б. П. Герасимовича, Б. И. Каврайского, В. Г. Кудревича, О. Л. Струве, В. Г. Фесенкова и других. Сложность преподавания Струве компенсировал индивидуальной работой со студентами. В большинстве случаев Струве продолжал следить за судьбой и карьерой учеников и после их выпуска.
Помимо научной деятельности Людвиг Струве, будучи главой совета Харьковской евангелическо-лютеранской церкви святого Вознесения, занимался координацией общественных и благотворительных проектов, а также являлся членом попечительских советов для учебных заведений и периодически принимал на себя руководство различными временными комитетами. Современники свидетельствовали, что Струве был глубоко верующим человеком. Также, судя по воспоминаниям и материалам архива Струве, Людвиг Оттович увлекался астрологией и читал популярные лекции на эту тему в немецком клубе. Общественная деятельность Струве продолжалась и после переезда в Симферополь, во время работы в Таврическом университете — всего за полчаса до смерти он подписал проект комплекса зданий для университетской обсерватории.

## Научная деятельность
Людвиг Струве продолжил семейную традицию, занимаясь в основном астрометрическими наблюдениями. Своими учителями он считал отца, Отто Васильевича Струве, и Дж. Скиапарелли, с которым Отто Струве-старший вёл многолетнюю переписку.
В 1880-х годах, работая в Дерпте над определением собственных движений и координат звёзд, в том числе по программе Боннского каталога Astronomische-Gesellschaft-Katalog, и изучая орбиты двойных звёзд, Струве высказал предположение о вращении Галактики и сделал грубую оценку его скорости. Полученное в предположении о твердотельном вращении Галактики значение (−0,41" ±0,42" в сто лет) сравнительно мало отличается от принятого сегодня (современное значение угловой скорости вращения на расстоянии Солнца от центра Галактики считается равным −0,53"). Примерно в то же время Струве впервые определил координаты апекса движения Солнца.
При Людвиге Струве в Харьковской обсерватории начались систематические наблюдения на меридианном круге и формирование астрометрической научной школы. В соавторстве с Н. Н. Евдокимовым Людвиг Струве написал две крупные статьи — «Наблюдения 779 зодиакальных звезд по склонению (между 1898—1902 годами)» и «Определение прямых восхождений и склонений звезд сравнения для наблюдений планеты Эрос (с осени 1900 по начало 1902 года)». В 1909—1915 годах он вместе с Н. Н. Евдокимовым и Б. И. Кудревичем измерил на меридианном круге координаты 1407 близкополюсных звёзд.
Как директор Харьковской обсерватории Людвиг Струве обеспечил включение Харькова в русскую точную нивелировочную сеть, расширение помещений обсерватории, оборудование проявочной тёмной комнаты, площадки для наблюдений малыми инструментами, создание и приобретение нового оборудования, а также расширение оплачиваемого штата сотрудников за счёт появления должностей астронома-наблюдателя и вычислителя.

### Семья
Жена, с 25 мая 1896 года, — Елизавета Христофоровна (Lisbeth Olga Dorotea Grohmann; 1877— 01.10.1964), из знаменитого «математического» рода Бернулли. С 1925 проживала в США.  Их дети:
- Отто (1897—1963); в 1919 году вступил добровольцем в армию генерала Май-Маевского, после разгрома которой эмигрировал из России. Директор Йеркской обсерватории (1932—1947), член Национальной академии наук США;
- Ядвига (1901—1924), после смерти отца вернулась с матерью в Харьков, где преподавала немецкий в Харьковском технологическом институте с сентября 1921 по февраль 1924 года[12]; умерла от туберкулёза;
- Вернер (1903—1920), умер от туберкулёза[13];
- Элизабет (1911—1920), утонула в Крыму во время купания.